# Greg Jones (giocatore di football americano)
Greg Jones II (Cincinnati, 5 ottobre 1988) è un giocatore di football americano, di nazionalità statunitense, che gioca nel ruolo di linebacker per i Toronto Argonauts della Canadian Football League (CFL). Fu scelto nel corso del sesto giro (185º assoluto) del Draft NFL 2011 dai New York Giants. Al college ha giocato a football a Michigan State.

## Carriera professionistica

### New York Giants
I New York Giants selezionarono Jones nel corso del sesto giro del Draft 2011. Jones divenne il middle linebacker titolare dei Giants dopo l'infortunio che pose fise alla stagione di Jonathan Goff. La sua prima stagione regolare terminò con 31 tackle. I Giants conclusero la stagione con un record di 9-7, qualificandosi per un soffio ai playoff grazie alla vittoria decisiva sui Cowboys. Nella off-season, essi eliminarono nell'ordine gli Atlanta Falcons, i favoritissimi e campioni in carica Green Bay Packers e nella finale della NFC i San Francisco 49ers. Il 5 febbraio 2012, Jones nel Super Bowl XLVI, vinto contro i New England Patriots 21-17,si laureò per la prima volta campione NFL.

### Jacksonville Jaguars
Il 2 novembre 2012, Jones firmò coi Jaguars. Finì in lista infortunati il 24 dicembre e fu svincolato il 6 maggio 2013.

### Tennessee Titans
Il 15 maggio 2013, Jones firmò coi Titans. Fu svincolato il 31 agosto 2013, in seguito ad un infortunio.

### Toronto Argonauts
Il 27 marzo 2014, Jones firmò per i Toronto Argonauts della Canadian Football League.

## Palmarès
- Super Bowl : 1 Vincitore del Super Bowl XLVI

## Statistiche
NFL
| Partite totali      | 22 |
| Partite da titolare | 0  |
| Tackle              | 35 |
| Intercetti          | 0  |
| Fumble forzati      | 0  |

Statistiche aggiornate alla stagione 2013